# Kansas State Wildcats
Kansas State Wildcats är en idrottsförening tillhörande Kansas State University och har som uppgift att ansvara för universitetets idrottsutövning.

## Idrotter
Wildcats deltager i följande idrotter:
| Herrar - Amerikansk fotboll - Baseboll - Basket - Friidrott - Golf - Terränglöpning | Damer - Basket - Fotboll - Friidrott - Golf - Rodd - Tennis - Terränglöpning - Volleyboll |

## Idrottsutövare

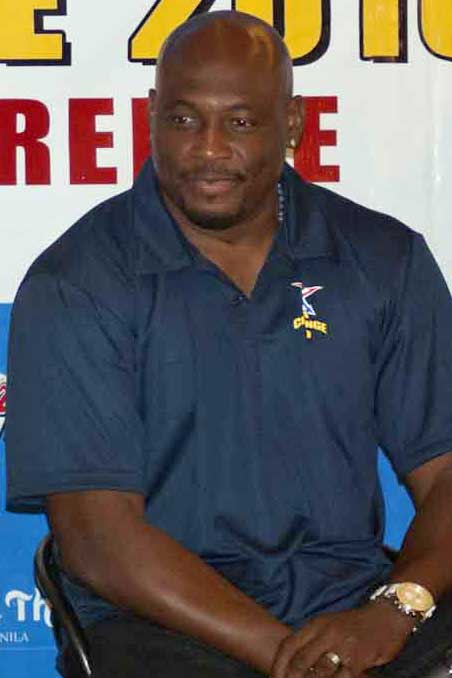
Mitch Richmond.

| Amerikansk fotboll - Jimmy Dean - Josh Freeman - Ryan Lilja - Veryl Switzer Baseboll - Earl Woods Basket - Keyontae Johnson - Ed Nealy | - Markquis Nowell - Mitch Richmond - Nae'Qwan Tomlin Friidrott - Thane Baker - Kenny Harrison - Austra Skujytė Sportskytte - Margaret Murdock |